# Radial Leste
A Radial Leste é uma importante via arterial da cidade de São Paulo, cruzando todo o eixo leste da capital paulista em direção à região central, servindo às subprefeituras da Mooca, Penha, Itaquera, Guaianases, além de ser a principal via de ligação da cidade de São Paulo com o município de Ferraz de Vasconcelos. No sentido Centro-Bairro, a Radial Leste tem seu início na região do Parque Dom Pedro II, na altura da rua da Figueira, embora seu fluxo de veículos mais importante provenha do elevado do Glicério, que a conecta com a Ligação Leste-Oeste e com a Avenida do Estado.
Tendo sua criação anunciada em 1945, a via surgiu como opção para diminuir o trânsito das avenidas Rangel Pestana e Celso Garcia. O nome Radial faz referência à maneira com a obra foi pensada para ser um raio dentro de uma circunferência, ou seja, uma reta que parte do centro paulistano dentro de um círculo formado pelo conjunto de avenidas e ruas da região central. Devido à sua localidade, a via é um dos principais caminhos entre a Zona Leste de São Paulo e o Centro. Paralela com a Linha 3-Vermelha do Metrô de São Paulo, a Radial ainda conta com um trecho de ciclovia, que foi inaugurada no ano de 2008.
A Radial era considerada, por muitos, um dos locais mais perigosos para motoristas e pedestres na década de 1970. Somente em 1974, houve ali 1 538 acidentes, com 2 023 vítimas.
Segundo reportagens da época, o cenário era terrível e resultava da combinação entre a falta de sinalização e a imprudência dos motoristas, que pisavam no acelerador além da conta, resultando em diversos acidentes.
Esse cenário era tão caótico que uma ambulância era mantida de plantão na via, das 7 horas até às 22 horas para socorrer os acidentados.
Nos dias atuais, a via não aparece mais como uma das mais perigosas da cidade.

## História
O projeto para a construção da Radial Leste foi apresentado em 1945 pelo então prefeito da cidade de São Paulo, Prestes Maia. No entanto, suas obras só foram iniciadas doze anos depois, em 1957. Na época, a avenida Rangel Pestana e a Avenida Celso Garcia encontravam-se congestionadas devido ao grande fluxo de automóveis, linhas de bonde e ônibus na região, sendo assim a Radial Leste surgia como via necessária para aliviar o trânsito nas mesmas e opção de caminho para o motorista. Boa parte das áreas utilizadas para a construção da avenida faziam parte da faixa patrimonial da Estrada de Ferro Central do Brasil, o que facilitou sua construção.
O primeiro trecho da via, entre o Parque Dom Pedro II e a região do Brás (bairro de São Paulo) ficou pronto em agosto de 1957, quando foi inaugurado o viaduto sobre os trilhos da Estrada de Ferro Santos a Jundiaí. A implantação da nova via estimulou a especulação imobiliária na região e serviu como estímulo para a ocupação da região leste de São Paulo, que se tornaria a mais populosa da cidade algumas décadas depois. Após mais de uma década paralisado, o prolongamento da Radial Leste da região do Tatuapé à Vila Matilde foi retomado em 1966 na gestão do prefeito José Vicente Faria Lima, quando foi inaugurado em 17 de maio de 1967 mais um trecho de 800 metros de extensão, entre a praça Presidente Kennedy (na altura da rua dos Trilhos) e a rua Bresser e o viaduto Alcântara Machado, de 1 150 metros de extensão.
Inicialmente, grande parte da Radial contava com cruzamentos com a linha da Central de trens, necessitando de passagem de nível. O volume de tráfego na nova via da capital ocasionava uma maior utilização dessas passagens, o que, consequentemente, acaba por gerar muitos acidentes envolvendo trens e veículos. No início dos anos 1970, foram inaugurados os viadutos Bresser, Viaduto Guadalajara e Conselheiro Carrão, eliminando assim as passagens nível das ruas Bresser e Belarmino Matos. Nessa época, a Radial alcançava regiões cada vez mais distantes do centro como Carrão, Vila Matilde, Artur Alvim e Itaquera, porém esse trecho final era modesto se comparado com o início da avenida, com passagens de nível e poucas faixas de pedestres. Essa combinação causava uma série de atropelamentos e acidentes, tornando a Radial Leste a via mais perigosa da cidade na década de 1970.

Os acidentes chegaram ao auge em 1977, quando um ônibus avançou a cancela da passagem de nível da estação Artur Alvim e colidiu com um trem de subúrbios, matando 22 passageiros e ferindo outros dezessete. Só no ano de 1974, houve na via 1 538 acidentes com 2 023 vítimas, resultado da combinação de falta de sinalização com a imprudência dos motoristas. A situação era tão caótica que uma ambulância ficava de plantão entre o período das 7 às 22 horas para acudir os acidentados.

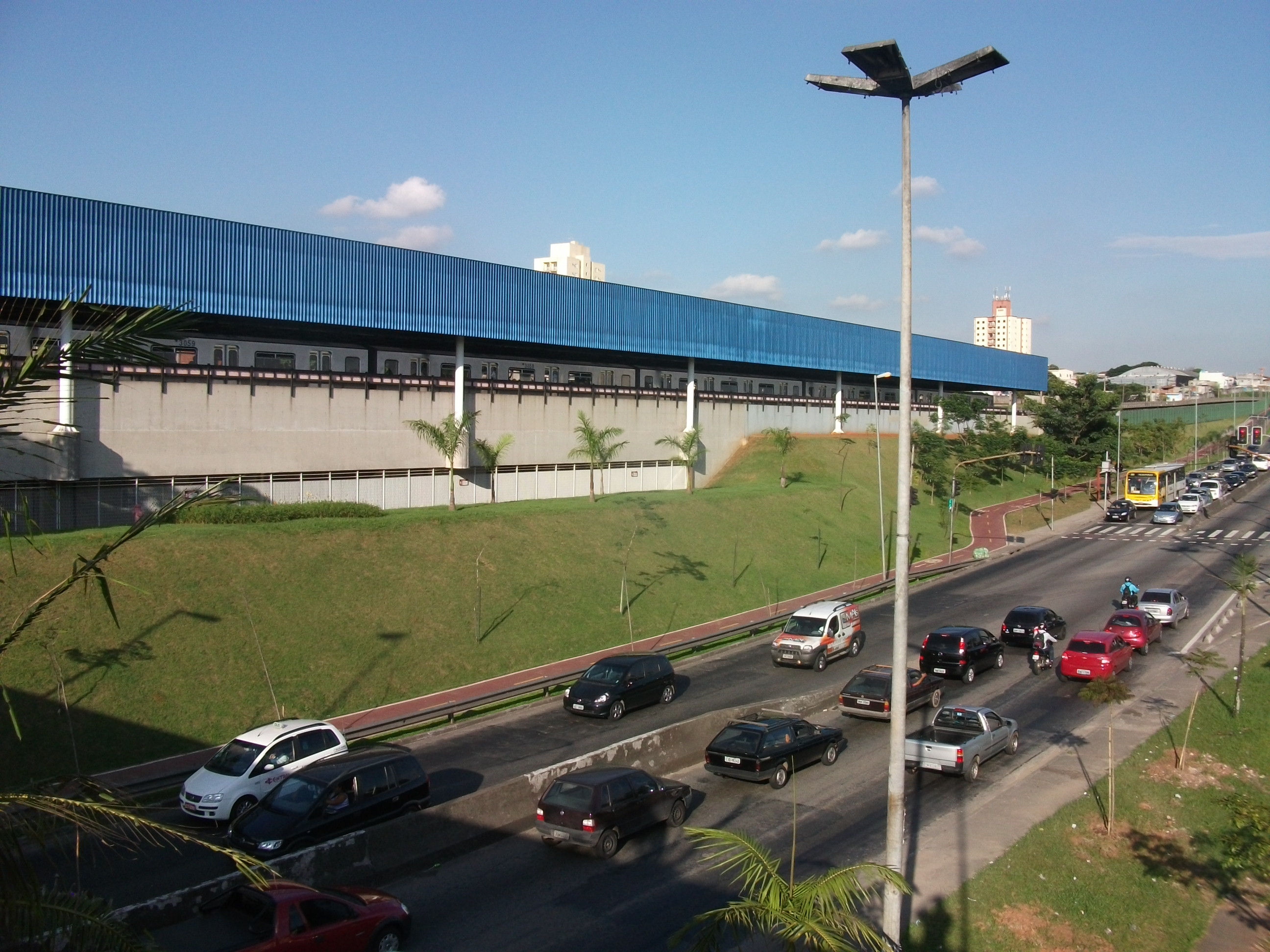
Vista da Radial Leste na altura da Estação Patriarca - Vila Ré do Metrô.

Nessa época, as obras da Linha Leste Oeste (hoje conhecida como Linha 3-Vermelha) do Metrô haviam sido iniciadas e a prefeitura utilizou a expansão do metrô para reurbanizar parte das regiões lindeiras, que na legislação ambiental são aquelas que estão ao redor de uma área protegida até determinada distância, e construir diversos viadutos, passarelas para pedestres, taludes, entre outras obras. Em outubro de 1978 foi inaugurado um novo trecho de setecentos metros na região da Vila Matilde, enquanto que os demais trechos até Itaquera seguiram em obras paralelas a da expansão do metrô.
Em 2008, o então prefeito Gilberto Kassab entregou um novo trecho do prolongamento da Radial Leste e um túnel sob a Avenida Águia de Haia, no distrito de Artur Alvim. Já em 2011, a Prefeitura havia concluído a licitação para o prolongamento da Radial Leste de Itaquera até Guaianases. A obra seria executada ao custo de 131 milhões de reais pelo Consórcio Pontal Leste, liderado pela Construtora OAS do Grupo OAS. Após a assinatura do contrato, no início de fevereiro, o grupo teria dois anos para entregar o novo trecho, antes da Copa do Mundo FIFA de 2014.
No entanto, o prolongamento não foi entregue até o prazo definido. O novo trajeto de 3,5 quilômetros é considerado fundamental para atrair empresas e melhores serviços para o extremo da zona leste, no trecho entre Artur Alvim e Guaianases. A previsão é que a obra seja entregue em 2016.
A Radial Leste é o local que mais recebe veículos entre as rotas consideradas mais importantes pela CET. São 2,7 veículos por segundo em média nos horários de rush.

## Nomes oficiais
Radial Leste é um termo não-oficial atribuído à via, ou seja, a avenida recebe diversos nomes ao longo de toda sua extensão:
- Avenida Alcântara Machado: entre o Parque Dom Pedro II e a avenida Salim Farah Maluf.
- Viaduto Pires do Rio: sobre a avenida Salim Farah Maluf.
- Rua Mello Freire: entre a avenida Salim Farah Maluf e a rua Antônio de Barros.
- Avenida Conde de Frontin: entre a rua Antônio de Barros e a rua Joaquim Marra, na Vila Matilde.
- Avenida Antônio Estêvão de Carvalho: entre a rua Joaquim Marra e a Estação Patriarca - Vila Ré do Metrô.
- Rua Doutor Luís Aires: da Estação Patriarca - Vila Ré do Metrô até Estação Artur Alvim do Metrô.
- Avenida Sport Club Corinthians Paulista: da Estação Artur Alvim do Metrô até Estação Corinthians-Itaquera do Metrô.[15]
- Avenida José Pinheiro Borges: da Estação Corinthians-Itaquera do Metrô até a Estação Guaianases da CPTM.

## Ciclovia

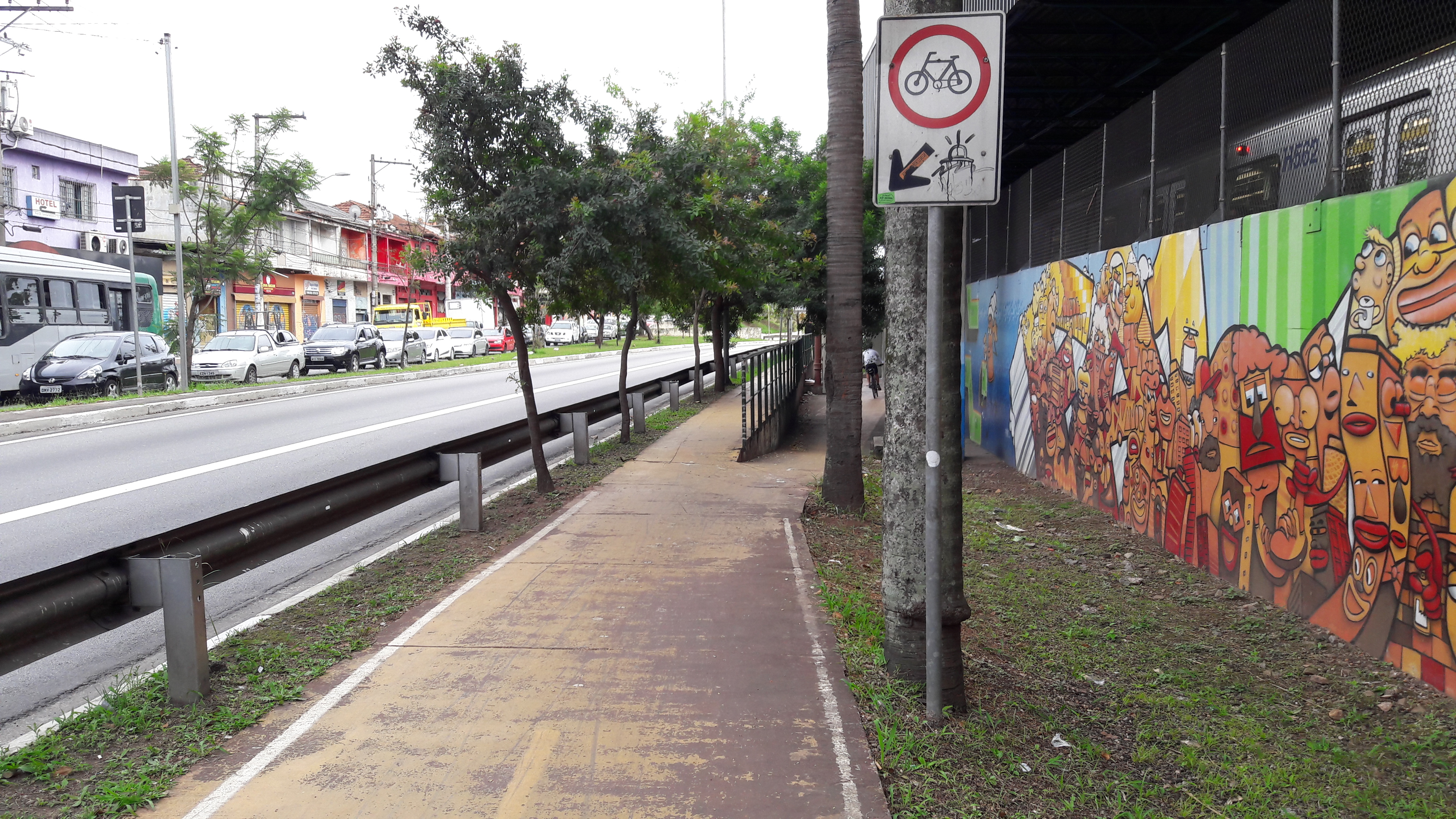
Ciclovia localizada na Radial Leste, em São Paulo.

Uma ciclovia de 12,2 quilômetros, chamada "Ciclovia Caminho Verde", foi inaugurada em 2008, durante a gestão do então prefeito de São Paulo Gilberto Kassab. A ciclovia acompanha a Linha 3 do Metrô. O trecho, pontuado por jardins e árvores e uma topografia plana, liga a Estação Tatuapé até a Estação Corinthians Itaquera, acompanhando justamente a linha metroviária atraindo os ciclistas tanto quanto para meio de transporte quanto para a área de lazer.
Em outubro de 2014, já na gestão do prefeito Fernando Haddad, o secretário municipal de transportes, Jilmar Tatto, anunciou uma parceira entre a Prefeitura e o Metrô para estender o trecho da ciclovia, ligando a região do Parque Dom Pedro II à Estação Tatuapé do Metrô. Com isso, seria criada uma ligação direta para circulação de ciclistas desde da região de Itaquera até o centro da cidade. A obra ainda não tem data para começar. Na futura ligação será incluída a estrutura cicloviária do Jardim Helena com a ciclovia da Radial Leste. Isso favorecerá um grande eixo de circulação ligando o centro da cidade de São Paulo ao extremo leste paulistano. Esse trecho terá entre seis e oito quilômetros de extensão e se ligará com as ciclovias criadas no centro da capital facilitando assim o trajeto para os ciclistas.

## Estabelecimentos e comércio
No percurso da Radial Leste existem variados tipos de estabelecimentos contendo treze concessionárias de veículos, treze restaurantes, dez postos de gasolina, seis escolas, cinco motéis, três hospitais, três supermercados, dois sex shops, duas casas noturnas, três shoppings nas redondezas, uma alfaiataria e duas agências bancárias e dois pet shops.

## Redução de velocidade
Ainda na gestão do prefeito Fernando Haddad, as principais vias arteriais da capital paulista tiveram a velocidade máxima reduzida e passaram a ter o limite padronizado em 50 km/h. Sob a supervisão do secretário municipal de Transportes, Jilmar Tatto, a alteração da velocidade máxima das vias passou a valer em toda a cidade com exceção do Corredor Norte-Sul no trecho entre o Terminal Bandeira e a Avenida dos Bandeirantes, e as pistas central e expressa das marginais. A redução da velocidade faz parte do projeto "Programa de Proteção à Vida" da Companhia de Engenharia de Tráfego de São Paulo e visa melhorar a segurança dos usuários mais vulneráveis do sistema viário, como pedestres e ciclistas, e reduzir acidentes automobilísticos.
A Radial Leste e as vias que compõem o Eixo Leste-Oeste também tiveram suas velocidades máximas reduzida de 60 km/h para 50 km/h, segundo o plano da Prefeitura, no dia 11 de setembro de 2015 proposto pelo ex prefeito Fernando Haddad.

## Projeto 4KM

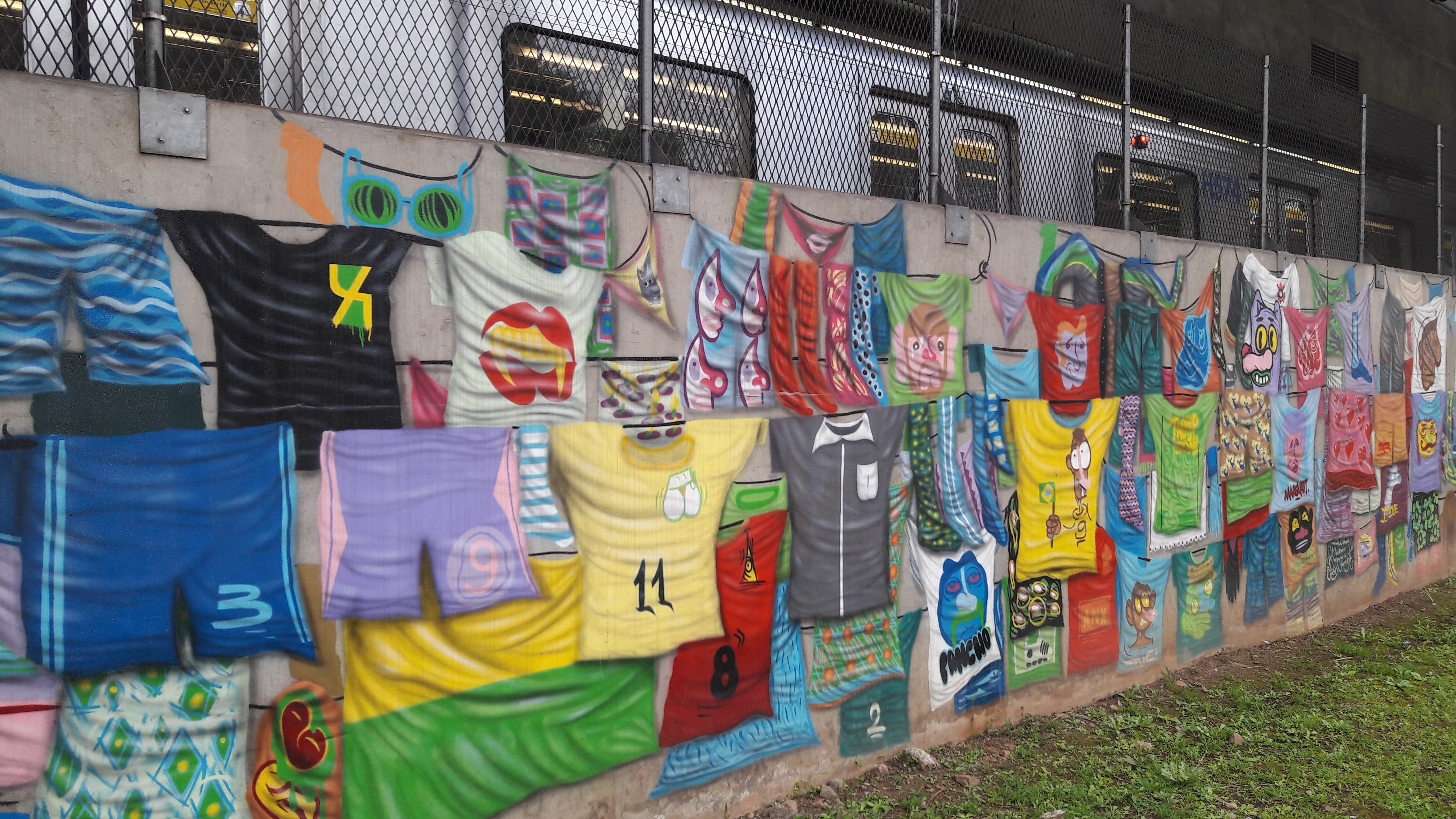
Vista do muro grafitado pelo projeto 4KM na Radial Leste.

Foi durante a Copa do Mundo FIFA de 2014 que o muro que separa a Radial Leste, principal via de acesso à Arena Corinthians, da linha 3-Vermelha do Metrô recebeu o projeto 4KM, tornando-se o maior corredor de grafite a céu aberto da América Latina. Elaborado pela Secretaria Estadual de Turismo e pelo Comitê Paulista para a Copa do Mundo, com verbas do governo e da iniciativa privada, o projeto recebeu a inscrição de quinhentos e dois projetos de grafite por trezentos e oitenta e nove artistas para a seleção. No entanto, apenas setenta foram os escolhidos.

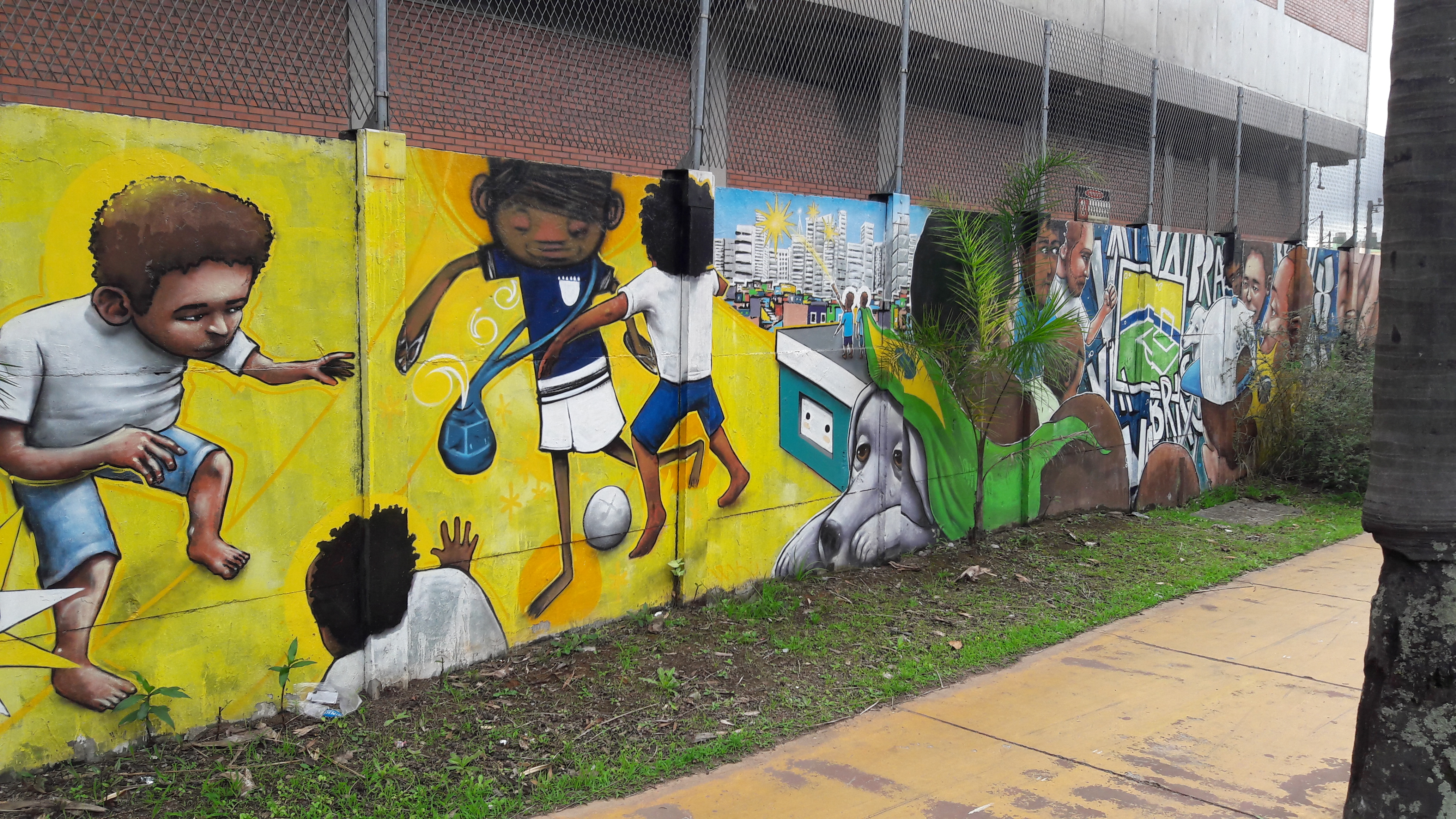
A imagem se refere ao muro da Estação Artur Alvim do Metrô.

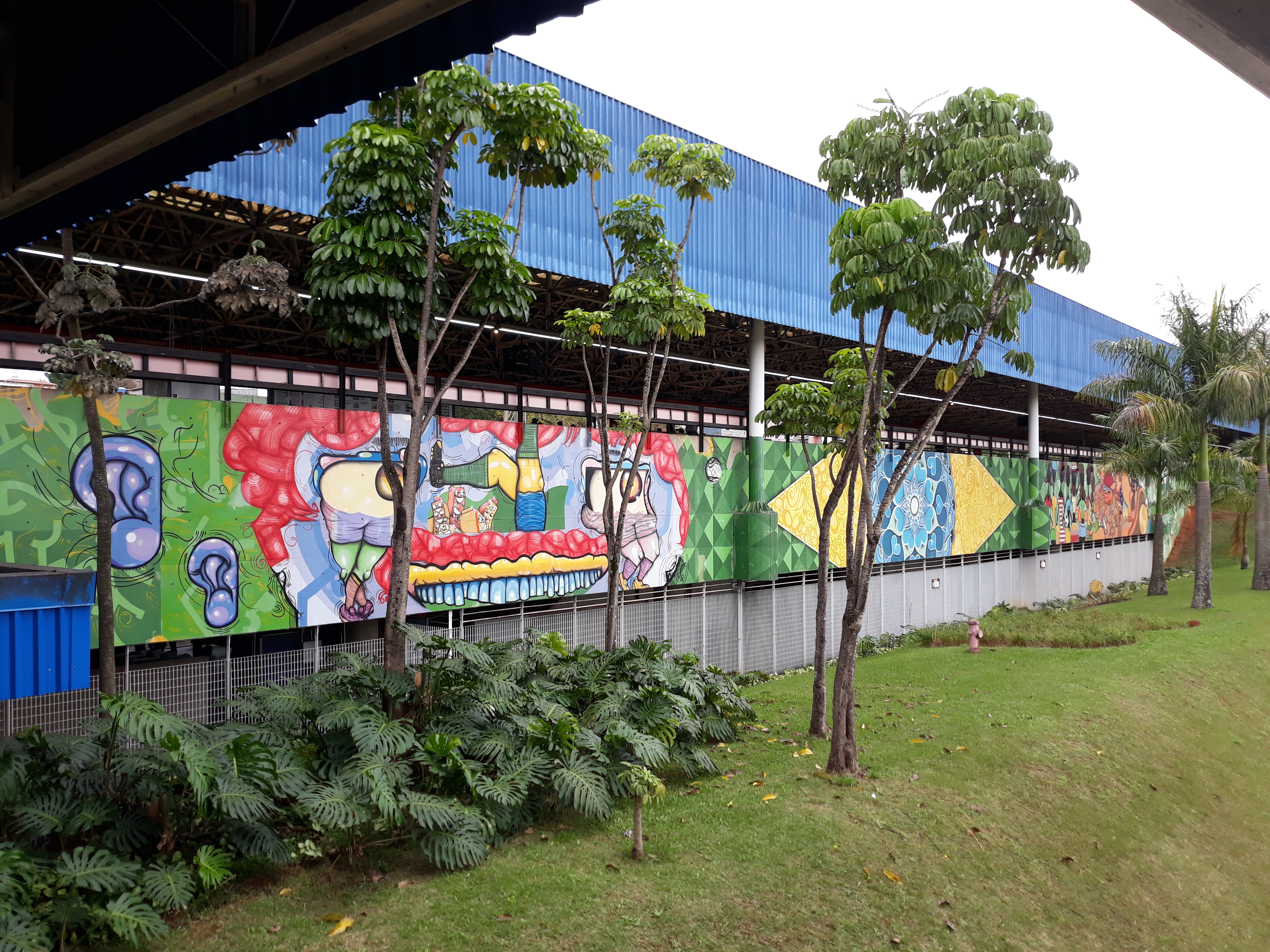
Mural em grafite na altura da Estação Patriarca-Vila Ré.

Os desenhos feitos no muro entre as estações Patriarca - Vila Ré e Corinthians - Itaquera e próximo à Arena Corinthians, tiveram três temas para serem explorados: turismo em São Paulo, torcida brasileira e futebol (esses temas foram escolhidos devido a copa do mundo de 2014 que ocorreu no Brasil), mas os artistas também poderiam escolher temas livres para suas obras. Os grafites ficam visíveis apenas para as pessoas que percorrem pela avenida e não para quem estiver dentro dos vagões do metro. Cada grafiteiro tinha um espaço de 50 metros de comprimento por 2,5 metros de altura e 40 litros de tinta látex e mais 60 tubos de spray. O governo gastou especificamente R$ 1,3 milhão, mais R$ 500 mil vieram de patrocinadores, como a Nike, e o cachê dos 70 grafiteiros é de R$ 6 500 cada.
Não apenas grafiteiros de São Paulo participam do projeto. De acordo com os organizadores, artistas de Goiânia, Rio de Janeiro, Porto Alegre, Camboriú, Curitiba e outras cidades do Estado de São Paulo também ajudaram durante a realização. Além do muro, os prédios do conjunto habitacional Cohab Itaquera também foram pintados com a temática da Copa do Mundo, o que possibilitou um olhar diferente do conjunto habitacional para quem costumava passar próximo ao local.

## Curiosidades

### Nascimento
A avenida foi pensada para ser um raio dentro de uma circunferência, por isso o nome "Radial". Outra importante avenida que possui essa característica é a Avenida 23 de Maio.
A criação da Avenida Radial Leste foi o resultado que a prefeitura da época encontrou para diminuir os congestionamentos presentes nas avenidas ao redor, como Rangel Pestana e Celso Garcia.

### Acidentes
Considerada um dos mais perigosos locais para pedestres e motoristas durante os anos 1970, a Radial contabilizou, em apenas um ano, mais de 1.500 acidentes. Por causa dessa fama, ambulâncias eram mantidas ao longo da Avenida durante todo o dia, a fim de socorrer os acidentes que ocorriam com uma certa frequência ao longo do dia.

### Moradia e vizinhança
A Avenida não possui muitas casas residenciais. Estar entre as avenidas mais movimentadas de São Paulo, ao lado da Arena Corinthians e de muito barulho, faz com que moradores que ali residem queriam mudar-se rapidamente, deixando a região da Arena Corinthians praticamente isolada de áreas residenciais.

### Trânsito
Campeã no quesito buzinas, a Radial Leste é o ponto da cidade em que mais se ouve o estridente som de motos e de carros, devido ao seu enorme fluxo de frotas de automóveis.